# Thomas Charles Naudet

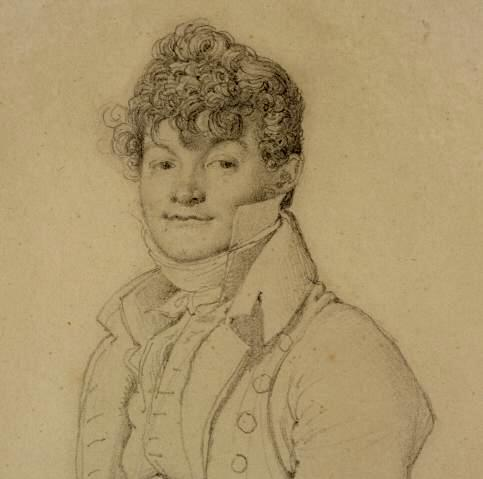
Porträt von Thomas Charles Naudet, Graphitzeichnung von Ingres, 1806

Thomas Charles Naudet (* 1773 in Paris; † 14. Juli 1810 ebenda) war ein französischer Landschaftsmaler und Radierer. 
 

## Biografie
Thomas Charles Naudet war der Sohn eines Druckers und Verlegers und lernte in Paris bei Hubert Robert. Er arbeitete als Landschaftsmaler und schuf überwiegend Aquarelle und Gouachen. Er begleitete seinen Freund, den dänischen Naturforscher Tønnes Christian Bruun-Neergaard (1776–1824) auf Reisen durch Italien, Spanien, Deutschland und die Schweiz und fertigte dabei fast 3000 Ansichten. Er schuf aber auch zahlreiche Radierungen, die sich auf wichtige Ereignisse seiner Zeit bezogen. 1806 hielt er sich als Stipendiat der Französischen Akademie zusammen mit dem befreundeten Ingres in Rom in der Villa Medici auf. Seine Schwester Caroline (1775–1839) war eine Grafikerin und Herausgeberin. 

## Werke
Ein Teil seiner Arbeiten wurde veröffentlicht in:
- Bruun Neeregaard: Voyage pittoresque et historique du nord de l’Italie; les Dessins par Naudet, les Gravures par Debucourt. Paris 1820 (Volltext in der Google-Buchsuche).